# Your Friend the Rat
Your Friend the Rat is een korte computeranimatiefilm van Pixar Animation Studios, gebaseerd op de speelfilm Ratatouille. Met een lengte van 11 minuten is het tot nu toe het langste van de korte filmpjes van Pixar. Het filmpje werd op 6 november 2007 uitgebracht als extra op de dvd van Ratatouille.
Behalve met de computeranimatie waar Pixar het meest om bekend is, is de film ook gemaakt met traditionele handanimatie, stop-motion en live-action.

## Verhaal
Het filmpje is opgezet als een educatief filmpje, waarin de ratten Remy en Emile mensen proberen erop te wijzen waarom hun houding tegenover ratten verkeerd is. Met historische feiten willen ze aantonen dat ratten goed zijn voor de mensheid.
Zo vertelt Remy dat in oude tijden mensen de ratten vaak zagen als brengers van geluk en voorspoed. Zo werden ze in India bijvoorbeeld gezien als de transportdieren van de god Ganesha. Daarna komt het verband tussen de zwarte rat en de Zwarte Dood ter sprake, en wijst Remy erop dat het de vlooien en niet de ratten waren die de voornoemde ziekte hebben verspreid. Volgens Remy droeg de bruine rat juist bij aan het bestrijden van de pest. Ten slotte tonen Remy en Emile waarom de rat ook vandaag de dag nuttig is voor de mens. Dit is onder andere vanwege het gebruik van ratten als proefdieren in laboratoria en het feit dat ze als huisdier worden gehouden.
Het filmpje eindigt met een satirische disclaimer gericht aan kinderen, waarin ze worden gewaarschuwd juist weg te blijven bij ratten. Remy en Emile proberen tevergeefs de disclaimer uit beeld te houden.

## Rolverdeling
| Personage      | Originele Amerikaanse stemmen | Nederlandse stemmen |
| -------------- | ----------------------------- | ------------------- |
| Remy           | Patton Oswalt                 | Ewout Genemans      |
| Emile          | Peter Sohn                    | Fred Meijer         |
| Linguini       | Lou Romano                    | Huub Dikstaal       |
| Disclaimer Guy | Tony Russell                  | Ewout Eggink        |
| Bruine rat     | Sigmund Vik                   | Ewout Eggink        |
| Regisseur      | Jim Capobianco                | Ewout Eggink        |
| P.T. Flea      | John Ratzenberger             | Huub Dikstaal       |
| Rat 1          |                               | Huub Dikstaal       |
| Rat 2          |                               | Huub Dikstaal       |
| Soldaat        |                               | Huub Dikstaal       |
| Man            |                               | Huub Dikstaal       |
| Ridder         |                               | Huub Dikstaal       |
| Magere Hein    |                               | Marcel Jonker       |
| Hofnar         |                               | Marcel Jonker       |
| Koning         |                               | Marcel Jonker       |
| Boogschutter   |                               | Marcel Jonker       |
| Astronaut Rat  |                               | Marcel Jonker       |
| Koningin       |                               | Hilde de Mildt      |
| Chinees        |                               | Ewout Eggink        |

De Nederlandse nasynchronisatie is geregisseerd door Hilde de Mildt en vertaald door Hanneke van Bogget.

## Achtergrond
Het idee voor een kort filmpje in 2D in plaats van 3D kwam van Jim Capobianco. Hij bedacht het filmpje nadat Brad Lewis hem via een e-mail vroeg wat extra’s te bedenken voor de dvd van Ratatouille. Capobianco dacht vrijwel direct ook aan een educatief filmpje, waarin Pixar het publiek kennis kon laten maken met de informatie die ze hadden verzameld over ratten ter voorbereiding van de productie van Ratatouille.
De productie van het filmpje begon gedurende het laatste jaar waarin Ratatouille in productie was. Binnen een jaar was het filmpje voltooid.
In het filmpje zijn Emile en Remy getekend met computeranimatie, gelijk aan hoe ze te zien zijn in Ratatouille. De tussenstukjes waarin ze over de geschiedenis van de rat vertellen zijn echter in respectievelijk 2D animatie en stop-motion. De 2D animatie werd gedaan met traditioneel handwerk.

## Prijzen en nominaties
Your Friend the Rat won in 2008 de prijs voor “beste korte animatiefilm” bij de 35e Annie Awards.